# Brasilacris gigas
Brasilacris gigas är en insektsart som beskrevs av Rehn, J.A.G. 1940. Brasilacris gigas ingår i släktet Brasilacris och familjen Romaleidae. Inga underarter finns listade i Catalogue of Life.